# Rawien Raghoenandan
Rawien Raghoenandan (18 februari 1981) is een Surinaams onderwijzer en politicus. Hij is sinds 2025 lid van De Nationale Assemblée.

## Biografie
Rawien Raghoenandan is afkomstig uit Nickerie en slaagde in 2013 aan het Instituut voor de Opleiding van Leraren voor zijn MO-A Nederlands. In hetzelfde jaar trad hij aan als onderhoofd van de Laighsinghschool in de Corantijnpolder.
Tijdens de verkiezingen van 2025 deed hij voor de Vooruitstrevende Hervormings Partij (VHP) op plaats 12 van de lijst mee en werd verkozen tot lid van De Nationale Assemblée.